# Sölvesborg
Sölvesborg je naziv za grad i općinu koja se nalazi na jugozapadu županije Blekinge, u južnoj Švedskoj. Grad ima oko osam tisuća stanovnika. Sölvesborg kao grad-luka osnovan je u srednjem vijeku, ali naselje vuče korijene još od prvih doseljenika iz kamenog doba. U okolici grada nalaze se brojna sela, brijegovi Kanehall i Vitehall okruženi velikom bukovom šumom i drugi popularni prizori.